# Кмара
Кма́ра або Кхма́ра (груз. კმარა; Достатньо) — громадянський рух опору в Грузії, що зробив значний внесок у Революцію троянд у листопаді 2003 року.

## Створення
У 2000 році в невеликому студентському русі Тбіліського державного університету в знак протесту проти корупції близько 2500 студентів організувалися для відстоювання своїх прав. Учасники створили перший студентський уряд. Пізніше аналогічні об'єднання були обрані в інших вишах по всій країні. Ця мережа студентських організацій переросла у рух «Кмара» на початку 2003 року.
Досвідом своєї боротьби з часів повалення режиму Слободана Мілошевича поділилився сербський народний рух Отпор!.

## Діяльність
Кмара починала діяльність переважно із питань місцевого значення, однак поступово саме загальнонаціональні питання стали пріоритетними. Масштаб дій Кмари ріс паралельно з кількістю членів. Простими, але ефективними, способами протесту були розмальовки графіті, галасливі марші протесту, що стали помітними у суспільстві. Незабаром активістів Кмари допустили до ЗМІ: вони мали щоденні виступи на основних телеканалах і публікувалися у найбільших газетах.
До парламентських виборів Кмара почала організовувати цивільні групи (переважно студентів) спостерігачами на виборчих дільницях. Їхня робота отримала багато уваги з боку Едуарда Шеварднадзе, який скаржився, що уряд Росії та Інститут відкритого суспільства Джорджа Сороса фінансували опозиційний рух та прагнули усунути його від влади.

## Трояндова революція

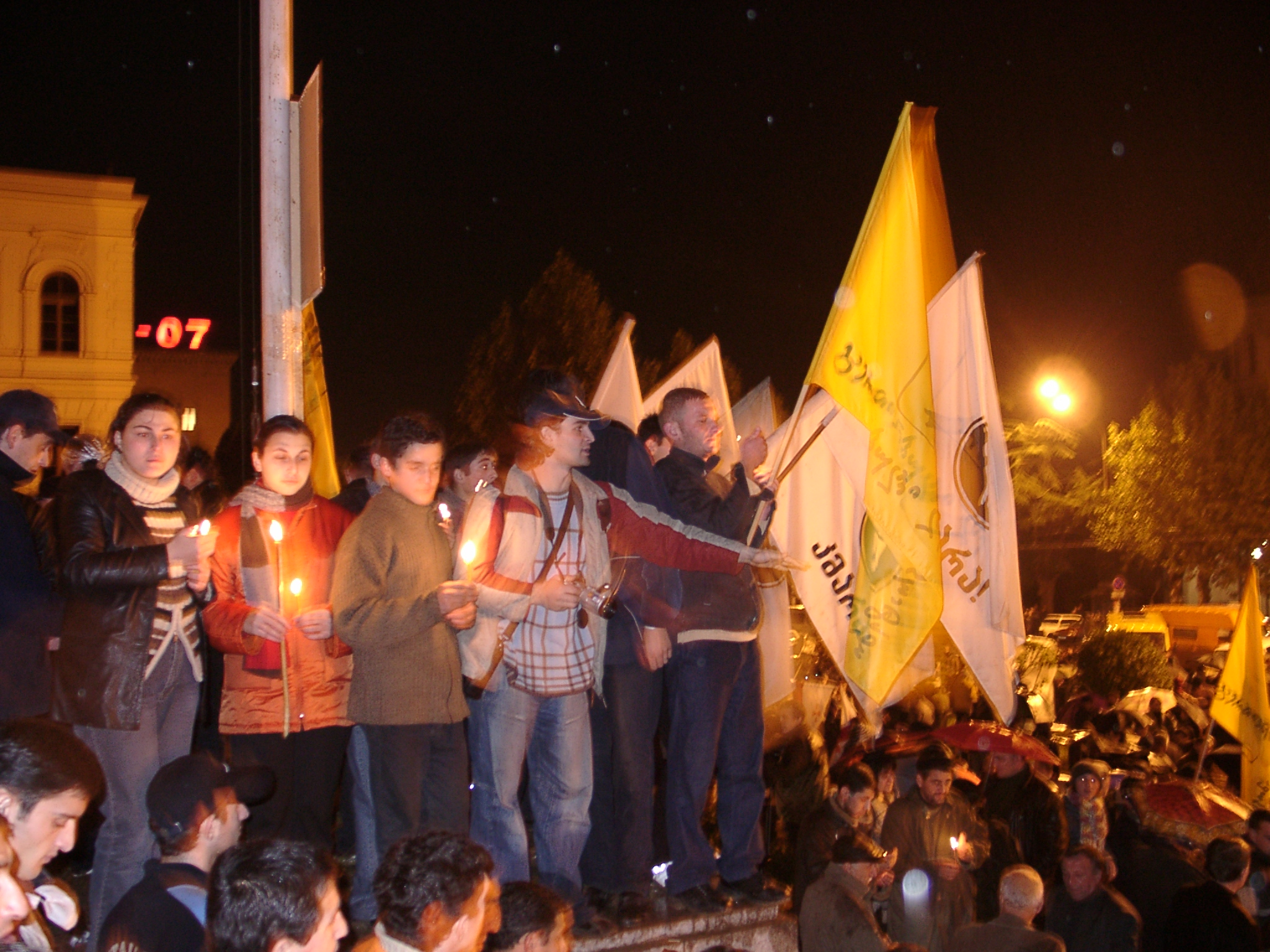
Активісти Кмари під час Трояндової революції

Після того як міжнародні спостерігачі засудили поведінку уряду Едуарда Шеварднадзе в листопаді 2003 року під час парламентських виборів, Кмара починає масові протести, що призвели до його падіння. Ці події стали відомими під назвою «Трояндова революція».

## Після революції
Кмара відіграла важливу роль у поваленні режиму Аслана Абашидзе в Автономній Республіці Аджарія.